# Prolepsis colalao
Prolepsis colalao là một loài ruồi trong họ Asilidae. Prolepsis colalao được Lamas miêu tả năm 1973. Loài này phân bố ở vùng Tân nhiệt đới.